# Ladies Night (албум на Атомик Китън)
Ladies Night е третият и последен албум на британската поп-група Атомик Китън издаден ноември 2003. Албумът достига пето място във Великобритания и е с общи продажби от 519 871 и е с платинена сертификация.

## Списък с песните

### Оригинален траклист
1. „Ladies Night“ (с Куул енд дъ Генг) – 3:08
2. „Be with You“ – 3:38
3. „Don't Go Breaking My Heart“ – 3:43
4. „If You Come to Me“ – 3:46
5. „Believer“ – 3:46
6. „Everything Goes Around“ – 3:06
7. „Somebody like You“ – 3:57
8. „Nothing in the World“ – 3:59
9. „Always Be My Baby“ – 3:20
10. „I Won't Be There“ – 3:53
11. „Never Get Over You“ – 3:57
12. „Don't You Know“ – 3:24
13. „Loving You“ – 3:11
14. „Don't Let Me Down“ – 3:40
15. „Someone like Me“ – 2:09

### Японско издание
1. „Eternal Flame“ (сингъл версия) – 3:15
2. „Whole Again“ (2001 версия) – 3:05
3. „The Tide Is High (Get the Feeling)“ – 3:28
4. „Good Times“ – 3:32